# Eritrichium kangdingense
Eritrichium kangdingense är en strävbladig växtart som beskrevs av Wen Tsai Wang. Eritrichium kangdingense ingår i släktet Eritrichium och familjen strävbladiga växter. Inga underarter finns listade i Catalogue of Life.